# Эд Пауэрс
Эд Пауэрс (англ. Ed Powers, при рождении Марк Крински англ. Mark Krinsky; род. 25 октября 1954, Бруклин) — американский порноактёр, продюсер и режиссёр порнофильмов. Является владельцем и основателем собственной порностудии англ. Ed Powers Productions.

## Награды
- 1996 AVN Award — 'Reuben Sturman Memorial Award' for Ed Powers[1].
- 1998 XRCO Award — Зал славы XRCO[2]
- 2001 AVN Award — 'Reuben Sturman Memorial Award' for Ed Powers Productions[1].
- 2003 AVN Award — 'Best Pro-Am or Amateur Series' for The Real Naturals by Ed Powers Productions[1]